# Julia Morgan

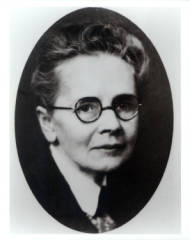
Julia Morgan, um 1926

Julia Morgan (* 20. Januar 1872 in San Francisco, Kalifornien; † 2. Februar 1957 ebenda) war eine US-amerikanische Architektin. Während ihrer Karriere entwarf sie mehr als 700 Gebäude in Kalifornien. Sie ist vor allem für ihre Arbeit am Hearst Castle in San Simeon, Kalifornien bekannt.
Morgan war die erste Frau, die in das Architekturprogramm der École nationale supérieure des Beaux-Arts aufgenommen wurde und die erste Architektin, die in Kalifornien eine Zulassung erhielt. Sie entwarf viele Gebäude für Institutionen, die Frauen und Mädchen dienen, darunter YWCA-Gebäude und Gebäude für das Mills College.
Morgan war eine Anhängerin des Arts and Crafts Movements und benutzte die Produkte verschiedener Hersteller von kalifornischer Keramik, um ihre Gebäude zu schmücken. Sie versuchte, Klassik und Handwerk, Wissenschaft und Innovation, Formalismus und Laune in Einklang zu bringen. Sie gilt als eine Vertreterin des Eklektizismus.
Julia Morgan erhielt 2014 posthum als erste Frau die Gold-Medaille des American Institute of Architects.

## Herkunft und Familie
Morgans Vater, Charles Bill Morgan, entstammte einer prominenten Ostküstenfamilie. Er studierte Bergbauingenieurwesen und ging 1867 nach San Francisco, um dort mit Minen und Öl zu spekulieren. Im nächsten Jahr kehrte er zurück, um Eliza Woodland Parmelee zu heiraten, die Lieblingstochter von Albert O. Parmelee, einem Baumwollhändler und selfmade Millionär. Die Hochzeit fand in Brooklyn, New York, statt, wo sie aufgewachsen war. Als Hochzeitsgeschenk gab Parmelee seiner Tochter einen Umschlag voller Geld, damit die Familie standesgemäß leben konnte. Er deutete an, dass mehr Geld folgen würde. Das Brautpaar reiste nach San Francisco und ließ sich in der Innenstadt in einem Wohnhotel nieder. Im April 1870 kam der erste Sohn, Parmelee Morgan, zur Welt.
Am 20. Januar 1872 wurde Julia Morgan geboren. Zwei Jahre später zogen die Morgans über die San Francisco Bay nach Oakland. Drei weitere Kinder wurden in der Familie in Oakland geboren. Bei jeder neuen Geburt bezahlte Großvater Parmelee den Morgans die Reise mit der Eisenbahn an die Ostküste, damit das Enkelkind in der traditionellen Familienkirche in New York getauft werden konnte. Charles Morgan war in keinem seiner Geschäftsvorhaben erfolgreich, so dass die Familie auf das Geld von Großvater Parmelee vertraute.

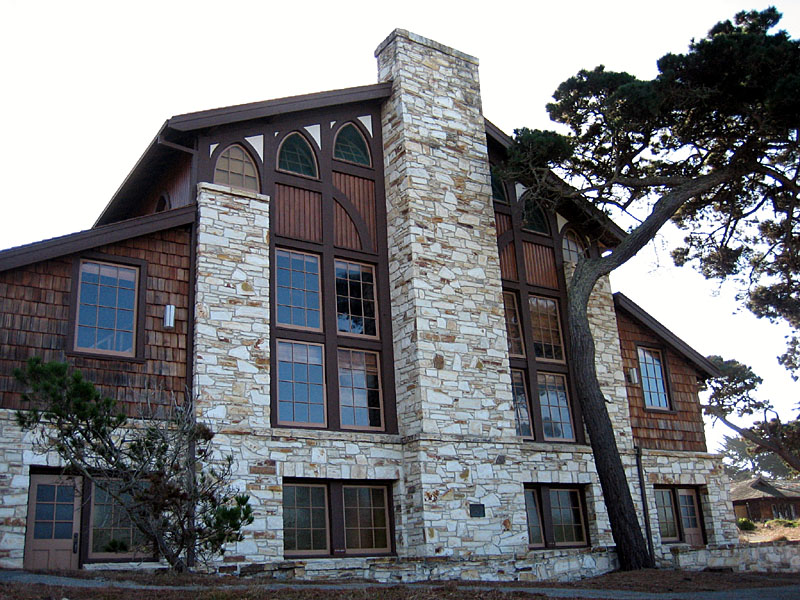
Merrill Hall (1928) auf dem Gelände des Asilomar Conference Center in Pacific Grove

Eliza Morgan führte den Haushalt mit starker Hand und gab der jungen Julia ein Vorbild an weiblicher Kompetenz und Unabhängigkeit. Mitte 1878 brachte Eliza die Kinder für ein Jahr in die Nähe der Parmelees in New York, während Charles in San Francisco arbeitete. In New York wurde Julia ihrer älteren Cousine Lucy Thornton vorgestellt, die mit dem erfolgreichen Architekten Pierre Le Brun verheiratet war. In New York erkrankte Julia an Scharlach und wurde für einige Wochen im Bett gehalten. Als Folge dieser Krankheit war sie ihr ganzes Erwachsenenleben lang anfällig für Ohrinfektionen.  Nach ihrer Rückkehr nach Oakland blieb Julia in Kontakt mit Le Brun; er ermutigte sie, eine höhere Ausbildung zu absolvieren.
Im Juli 1880 starb Großvater Parmelee. Bald zog Großmutter Parmelee in das Haus in Oakland ein und brachte den Reichtum der Familie mit. Dies verstärkte in Julia die Ansicht, dass Frauen die Grundlage für gesellschaftliche Ressourcen seien.
Morgan widersetzte sich dem Vorschlag ihrer Mutter, an einen Debütantinnenball teilzunehmen, um ihre Heiratsfähigkeit zu feiern. Sie argumentierte, dass sie zuerst eine Karriere machen sollte. Ihre Eltern unterstützten diesen Wunsch.

## Ausbildung
Morgan absolvierte 1890 die Oakland High School und schrieb sich an der University of California im nahe gelegenen Berkeley ein. An der Universität war sie Mitglied der Vereinigung Kappa Alpha Theta. Nach ihrem Abschluss wurde Morgan Mitglied der Association of Collegiate Alumnae, heute American Association of University Women. Sie schloss ihr Studium 1894 mit einem Abschluss in Bauingenieurwesen ab; sie war die einzige Frau in ihrer Ingenieurklasse.
Einer der technischen Dozenten ihres Abschlussjahres war Bernard Maybeck, ein Architekt, der Gebäude entwarf, die Morgan für ihren Respekt vor der umgebenden Topographie und Umwelt bewunderte. Maybeck betreute Morgan zusammen mit ihren Klassenkameraden Arthur Brown, Jr., Edward H. Bennett und Lewis P. Hobart in der Architektur seines Hauses in Berkeley. Er ermutigte Morgan, ihr Studium an der renommierten École nationale supérieure des Beaux-Arts in Paris fortzusetzen, wo er sich ausgezeichnet hatte.
Morgan sammelte ein Jahr Berufserfahrung im Bauwesen bei Maybeck, dann reiste sie 1896 nach Paris, um sich auf die Aufnahmeprüfung für Beaux-Arts vorzubereiten. Die Schule hatte noch nie zuvor einer Frau erlaubt, Architektur zu studieren, aber 1897 öffnete sie ihr Zulassungsverfahren für Bewerberinnen, vor allem auf Druck einer Vereinigung französischer Künstlerinnen, die Morgan als „Bohemiens“ bezeichnete. Morgan traf sich mit diesen Frauen und wurde von ihren feministischen Ansichten beeinflusst; sie diskutierten, wie man den Einfluss von Frauen in der beruflichen Laufbahn erhöhen kann.
Prinzipiell nahm die Schule die 30 besten Kandidaten auf. Morgan brauchte drei Versuche, um hineinzukommen: Beim ersten Versuch platzierte sie sich zu niedrig, beim zweiten Versuch 1898, obwohl sie gut unter den ersten 30 platziert war, senkten die Prüfer ihre Noten „willkürlich“. Nach mehr als einem Jahr weiterem Studium, das von François-Benjamin Chaussemiche, einem Gewinner des Prix de Rome, betreut wurde, bestand sie schließlich die Aufnahmeprüfungen im Architekturprogramm, belegte Platz 13 von 376 Bewerbern und wurde ordnungsgemäß zugelassen. Sie konnte jedoch nur bis zu ihrem 30. Geburtstag studieren, da die Schule ältere Studenten verbot. Anfang 1902, als ihr Geburtstag näher rückte, reichte Morgan einen hervorragenden Entwurf für ein Schlosstheater ein. Damit erhielt sie ein Architekturdiplom und war damit die erste Frau, die ein Diplom von der Schule erhielt; dies geschah in drei Jahren, obwohl die übliche Studienzeit fünf Jahre betrug. Sie blieb lange genug in Paris, um mit Chaussemiche an einem Projekt für Harriet Fearing zusammenzuarbeiten, eine Ex-New Yorkerin, die für ihre Residenz in Fontainebleau einen „Grand Salon“ entwarf.

„Miß Julia Morgan aus San Francisco ist zum Studium der Architektur an der Akademie der schönen Künste in Paris zugelassen worden und hat mit gutem Erfolge die Aufnahmeprüfung bestanden. Die Akademie hat vor vier Jahren ihre Thore den Frauen geöffnet. Eine Frau in der Abtheilung für Architektur ist etwas Neues. M. Chaussemiche, ein hervorragender Architekt in Paris, unter dessen Leitung Miß Morgan mehrere Jahre studierte, lobt die Leistungen der jungen Architektin sehr und prophezeit ihr eine vielversprechende Zukunft: besonders ist das Talent für Erfindung und Composition bei Miß Morgan bemerkenswert. Nach beendeten Studien wird die amerikanische Architektin nach San Francisco zurückkehren.“

## Karriere
Nach ihrer Rückkehr aus Paris nahm Morgan eine Anstellung beim San Franciscoer Architekten John Galen Howard an, der den Masterplan der University of California leitete. Morgan arbeitete an mehreren Gebäuden auf dem Campus in Berkeley und lieferte die dekorativen Elemente für das Hearst Mining Building und einen frühen Vorschlag für Sather Gate. Sie war die Hauptdesignerin des Hearst Greek Theatre. Howard sagte einem Kollegen, Morgan sei „ein ausgezeichneter Zeichner, dem ich fast nichts bezahlen muss, da es eine Frau ist“. Sie sparte ihr Geld, machte Pläne, alleine zu arbeiten und nahm wichtige Nebenprojekte an.
1904 war Morgan die erste Frau, die in Kalifornien eine  Zulassung als Architektin erhielt. Sie eröffnete ihr eigenes Büro in San Francisco und lebte im alten Familienhaus in Oakland, wo die Mitarbeiter sie als „J.M.“ kannten. In den Jahren 1907 bis 1910 arbeitete sie mit Ira Hoover, dem ehemaligen Zeichner von Howard, zusammen. Morgan gründete Ende 1910 wieder ein eigenes Architekturbüro. Sie war als Architektin vieler Gebäude am Mills College tätig. Ein weiteres ihrer frühesten Werke war North Star House im kalifornischen Grass Valley, das 1906 vom Bergingenieur Arthur De Wint Foote und seiner Frau, der Autorin und Illustratorin Mary Hallock Foote, in Auftrag gegeben wurde.
Die Aufträge nach dem Erdbeben von 1906 in San Francisco brachten ihr finanziellen Erfolg.

„Dem amerikanischen Institut der Architekten gehören einige Frauen an. Sehr geschätzt wird jetzt Julia Morgan aus San Francisco, die mit dem Bau eines großen Häuserkomplexes betraut wurde, den die Vereinigung junger christlicher Mädchen in Hawai (Honolulu) ausführen läßt[.]“

### Hearst Projekte

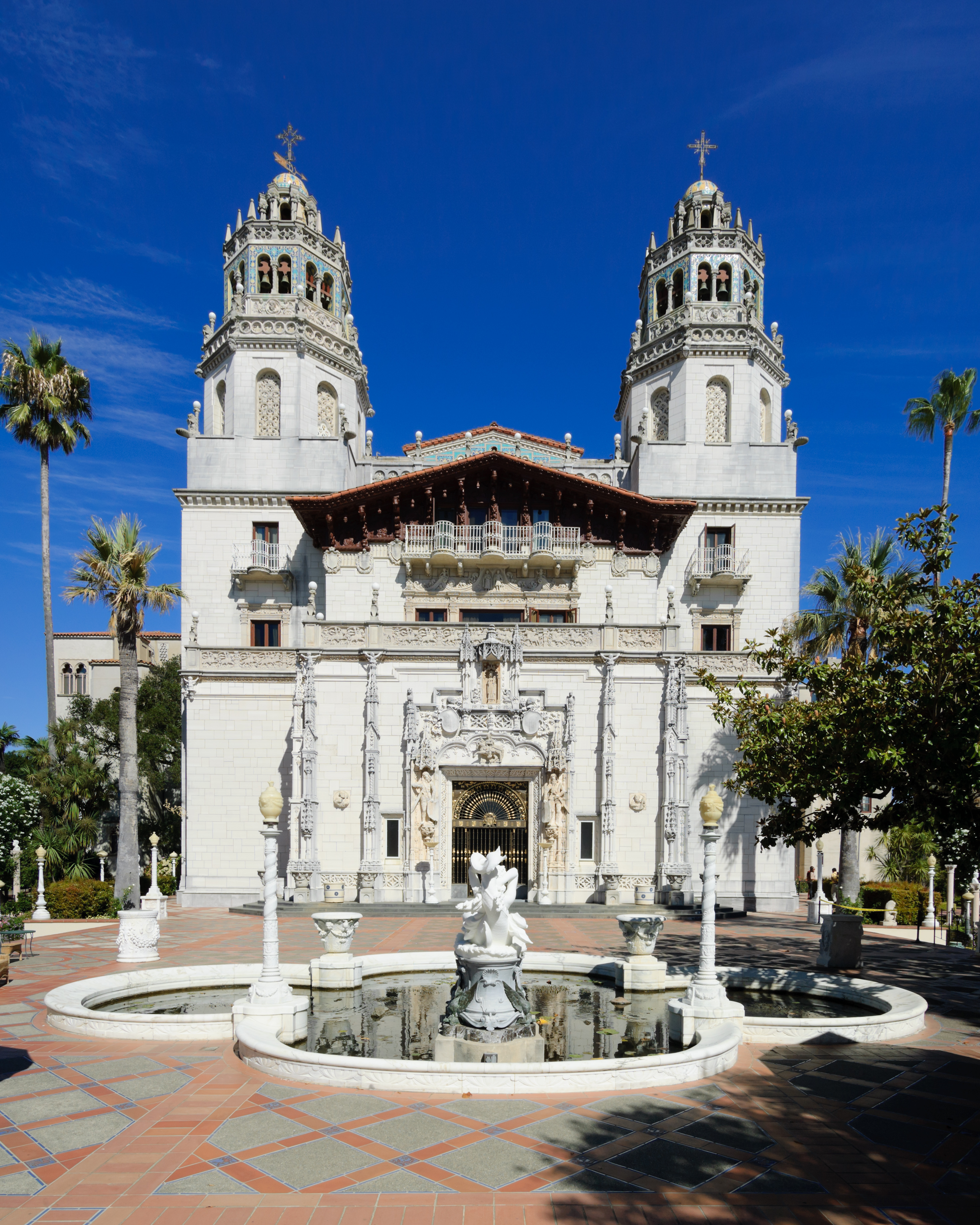
Das Hearst Castle, Fassade.
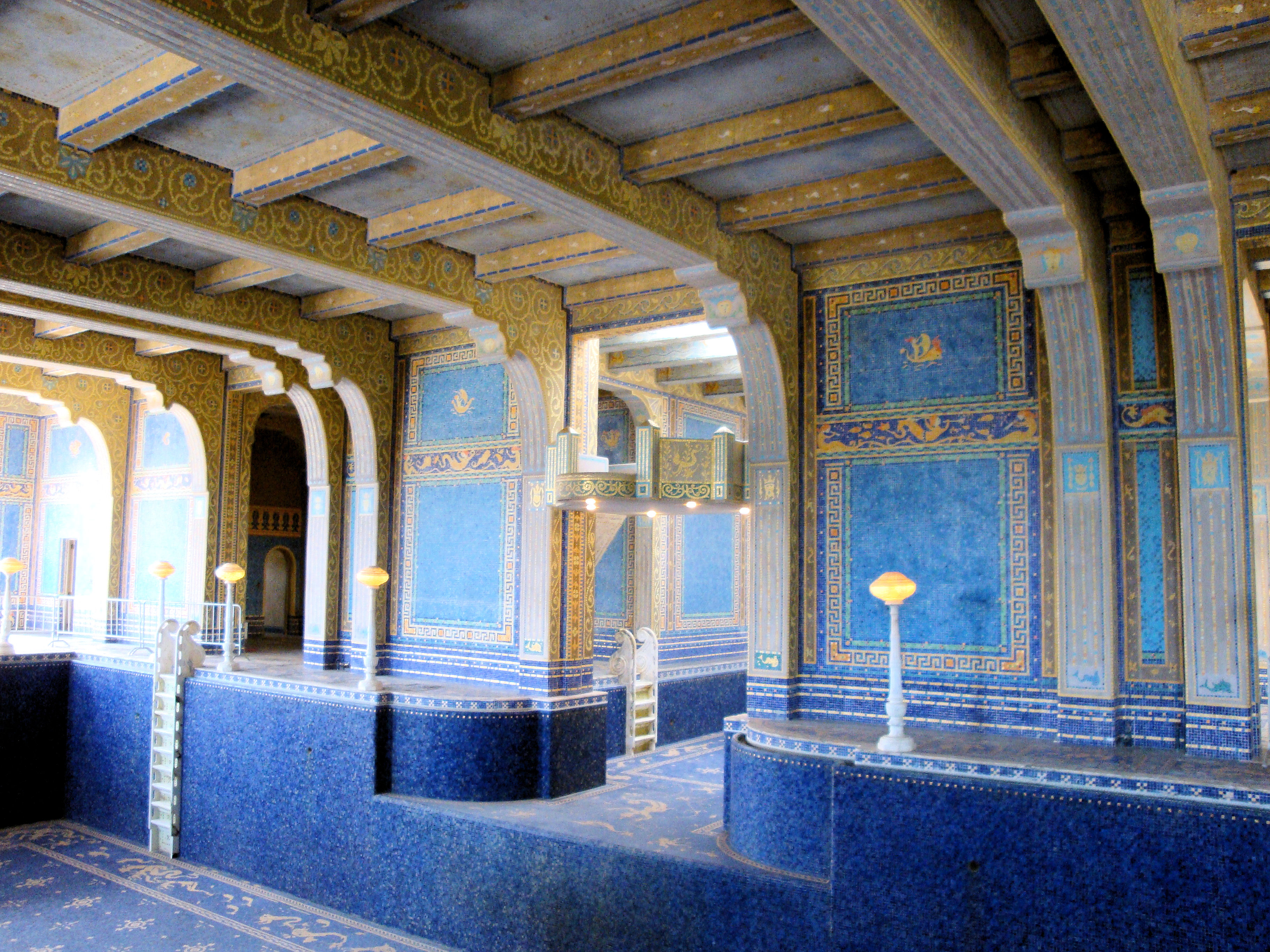
Römisches Hallenbad auf dem Gelände von Hearst Castle (leer)
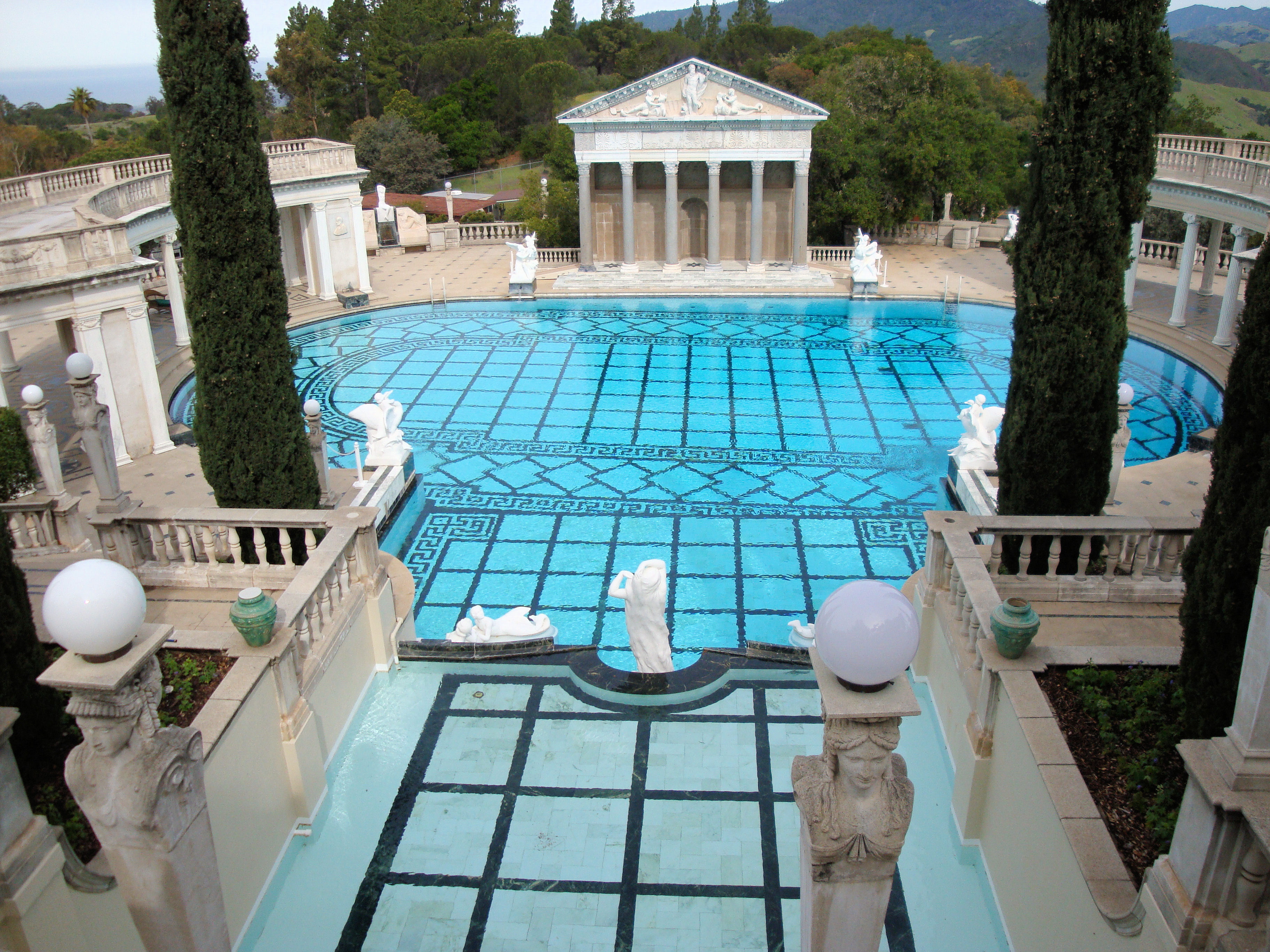
Hearst Castle Neptun Pool

Morgans berühmtester Auftraggeber und damit Förderer war der Zeitungsmagnat und Antiquitätensammler William Randolph Hearst, der Morgan von seiner Mutter Phoebe Apperson Hearst vorgestellt worden war, der Hauptpatronin der University of California in Berkeley. Es wird angenommen, dass diese Einführung zu Morgans erstem Downstate-Auftrag von Hearst für den Entwurf des Los Angeles Examiner Building (ca. 1914) führte, einem Mission Revival Style Projekt, das Beiträge der Los Angeles Architekten William J. Dodd und J. Martyn Haenkel enthielt. Es befindet sich an der südwestlichen Ecke von Broadway und 11th Streets in einem Stadtteil in Downtown Los Angeles und wartet auf eine adaptive Wiederverwendung.
1919 wählte Hearst Morgan als Architektin für La Cuesta Encantada, besser bekannt als Hearst Castle, das auf dem Familiencampingplatz mit Blick auf den Hafen von San Simeon errichtet wurde. Morgan verwendete Fliesen von California Faience, einer Töpferwerkstatt in Berkley, von denen sie viele selbst entwarf.
Das Projekt erwies sich als ihr größtes und komplexestes, da Hearsts Vision für sein Anwesen in den Jahrzehnten der Planung und des Baus immer größer wurde. Das Projekt umfasste The Hacienda, einen Wohn-Privat-Gästehauskomplex, der in den Stilen Mission Revival, Spanish Colonial Revival und Moorish Revival gebaut wurde. Es befand sich einen Tagesritt ins Landesinnere von Hearst Castle, neben der Mission San Antonio de Padua in der Nähe von Jolon. Ihre Arbeit am „Castle“ und der San Simeon Ranch dauerte bis 1947 und wurde durch Hearsts nachlassenden Gesundheitszustand beendet.
Morgan wurde William Randolph Hearsts Hauptarchitektin und produzierte die Entwürfe für Dutzende von Gebäuden, wie Phoebe Apperson Hearsts Wyntoon, das er erbte. Das Anwesen besteht aus einem Schloss und einem „bayerischen Dorf“ mit vier Villen, die alle auf einer Fläche von 50.000 acres eines Waldreservats liegen, das den McCloud River in der Nähe des Mount Shasta in Nordkalifornien umfasst. Sie arbeitete auch an Entwürfen und vor Ort für die unvollendete Babicora, Hearsts 1.625.000 acres (6.580 km²) Rinderrancho und Ruhesitz in Chihuahua.

### YWCA-Projekte

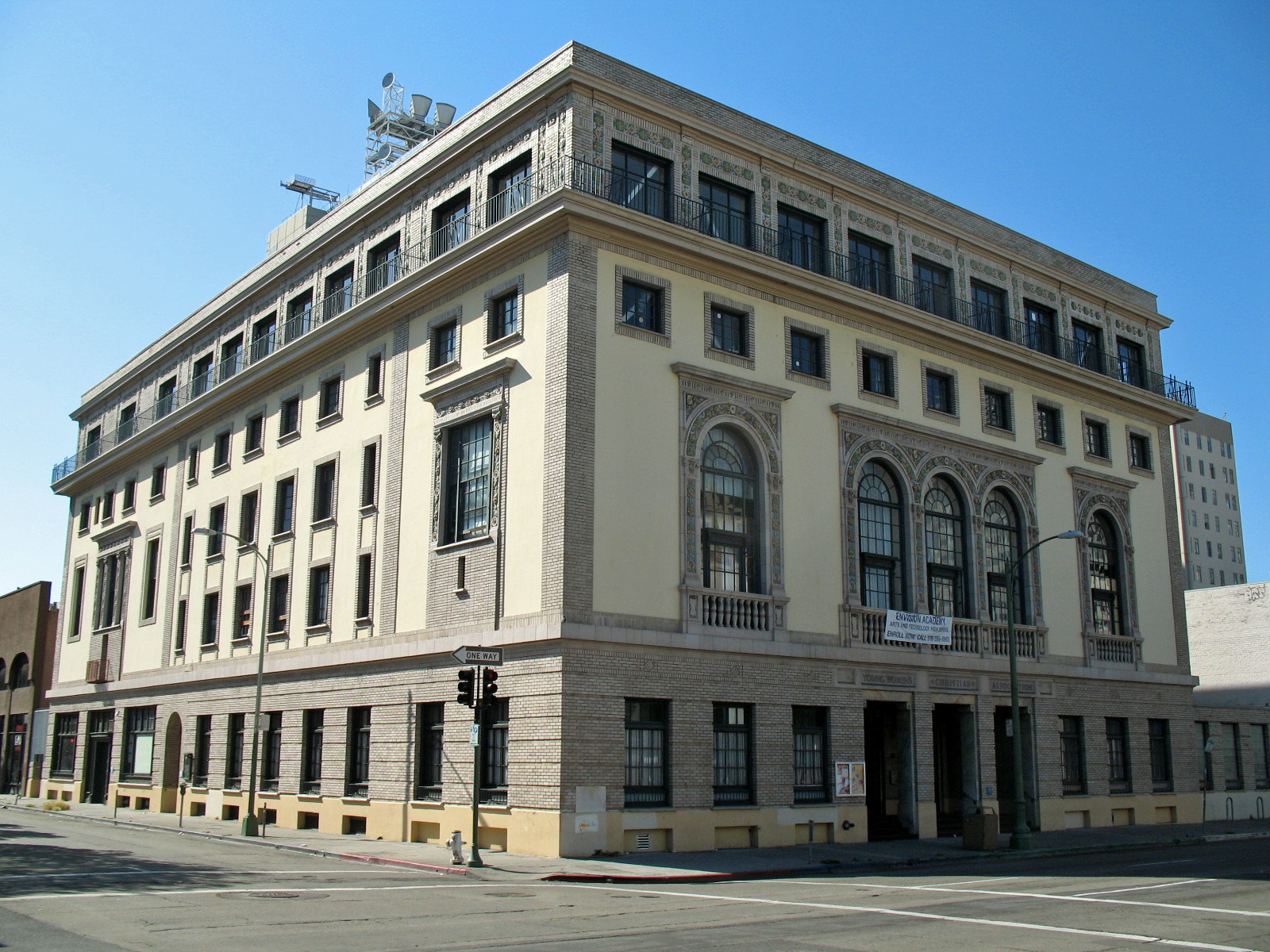
Oakland YWCA

Julia Morgans Neigung zur YWCA begann, als Phoebe Apperson Hearst sie für das Sommer-Konferenzzentrum Asilomar der Organisation empfahl, ein Projekt, das sie 1913 begann. Das Asilomar Conference Center, nicht mehr vom YWCA betrieben, sondern durch den Staat Kalifornien, befindet sich immer noch im Pacific Grove bei Monterey. Morgan entwarf auch YWCAs in Kalifornien, Utah, Arizona und Hawaii.
Fünf der südkalifornischen YWCA-Gebäude wurden von Morgan entworfen. Die Harbor Area YWCA (San Pedro, CA) von 1918 in einem Handwerkergebäude steht noch, ebenso wie der Hollywood Studio Club YWCA von 1926. Morgan’s Riverside YWCA von 1929 steht noch, dient aber heute als Riverside Art Museum. Ihr italienischer Renaissancezweig von 1925 in Long Beach wurde abgerissen. Der „wunderschöne“ Pasadena-YWCA wurde von der Stadt nach mehreren Jahrzehnten des Verfalls zur Wiederherstellung und öffentlichen Nutzung erworben.
Sie entwarf auch YWCAs in Nordkalifornien, darunter die in Chinatown und Oakland in San Francisco. Das YWCA-Gebäude in San Francisco wird derzeit als Museum und Heimat der Chinese Historical Society of America (CHSA) genutzt.

### Mills College
Morgan leistete viele architektonische Beiträge für das Women’s Mills College in den East Bay Foothills von Oakland, Kalifornien. Wie ihre Arbeit für die YWCA wurden sie in der Hoffnung durchgeführt, die Chancen für Frauen zu verbessern.
Mills Präsidentin Susan Mills interessierte sich 1904 für Morgan, weil sie die Karriere einer Architektin fördern wollte und weil Morgan, die gerade erst ihre Karriere begann, weniger als ihre männlichen Kollegen verlangte. Morgan entwarf sechs Gebäude für den Mills Campus, darunter El Campanil, der vermutlich der erste Glockenturm auf einem Campus des United States College war. El Campanil sollte nicht mit The Campanile verwechselt werden, einem Spitznamen für Sather Tower, dem Uhren-/Glockenturm der nahegelegenen University of California, Berkeley. Morgan half beim Entwurf von Teilen des UC Berkeley Campus unter John Galen Howard, aber der Sather Tower war nicht ihr Entwurf.
Morgans Ruf wuchs, als der Turm durch das Erdbeben von 1906 in San Francisco unversehrt blieb. Die Glocken im Turm „wurden für die World’s Columbian Exposition (Chicago-1893) gegossen und Susan Mills von einem Treuhänder übergeben“.
Morgan entwarf auch die Margaret Carnegie Library (1906), benannt nach Andrew Carnegies Tochter, und das Ming Quong Heim für chinesische Mädchen, gebaut 1924 und 1936 für Mills gekauft. Es wurde schließlich in Alderwood Hall umbenannt, bevor es 2004 zur Julia Morgan School for Girls wurde (unabhängig vom College). Morgan entwarf 1916 die Mills College Student Union. Morgan’s Kapiolani Cottage hat als Krankenstation, als Unterkunft für die Fakultät und als Verwaltungsbüro gedient. Morgan entwarf auch die ursprüngliche Turnhalle und den Pool, der inzwischen durch den Tea Shop und Suzanne Adams Plaza ersetzt wurde, die erste Stahlbetonkonstruktion an der Westküste.

## Privatleben
Obwohl Morgan als Architektin hoch angesehen war, ist über ihr Privatleben wenig bekannt. Sie war nie verheiratet und hatte keine bekannten Romanzen. Sie hielt sich zurück und lebte trotz ihrer wohlhabenden Kundschaft bescheiden. Sie gab weder Interviews noch schrieb sie über sich selbst. Sie arbeitete unermüdlich bei minimalem Schlaf und Ernährung. Fasziniert von den Lücken in Julia Morgans Lebensgeschichte schrieb Belinda Taylor „Becoming Julia Morgan“, ein Stück aus dem Jahr 2012, in dem sich Taylor eine plausible Lebensgeschichte für Morgan vorstellt.

## Andere Projekte

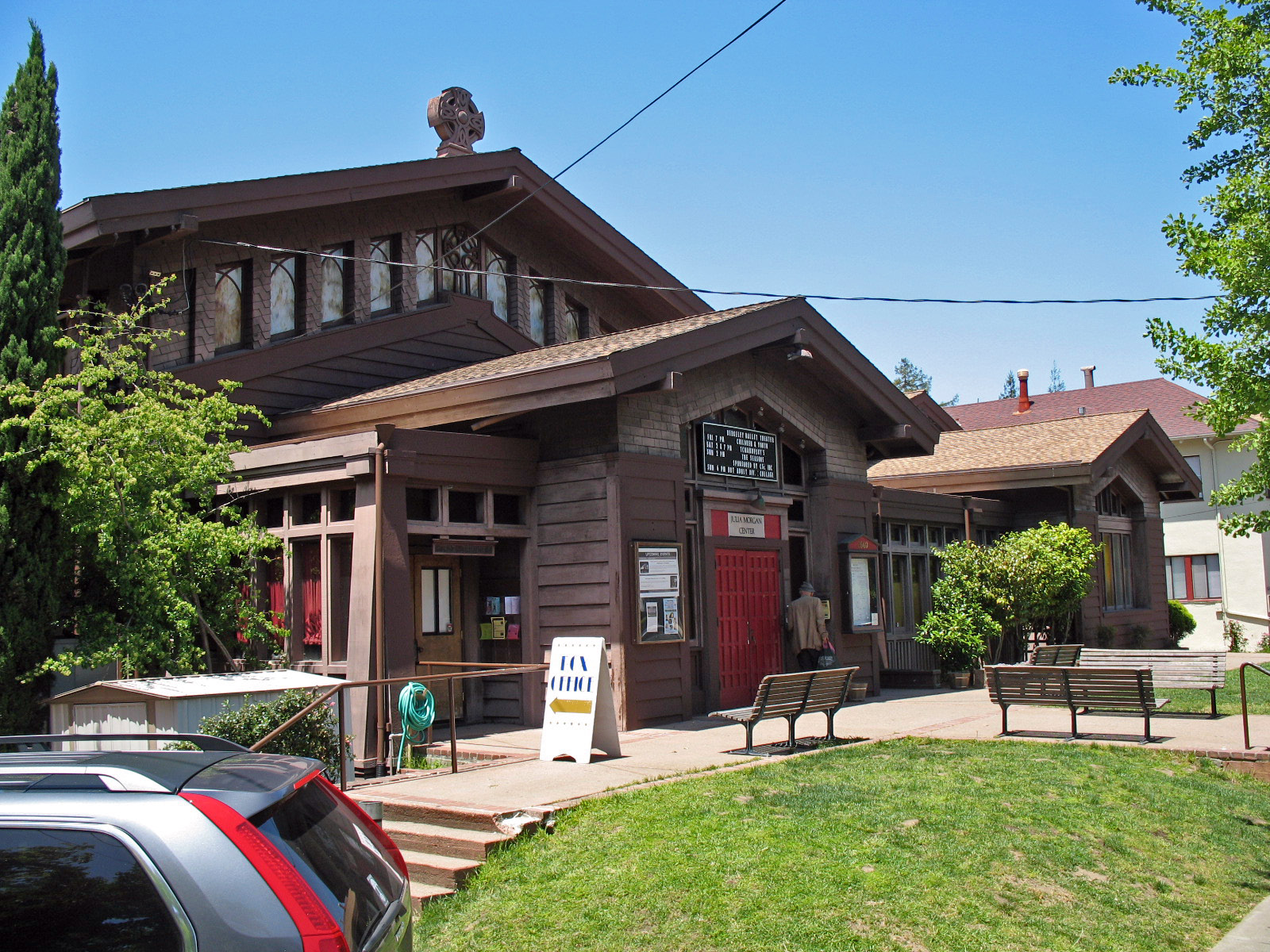
Die ehemalige Presbyterianische Kirche St. John’s Presbyterian Church

Zu den weiteren Projekten von Morgan gehört die Neugestaltung des Wahrzeichens Fairmont Hotel in San Francisco, das durch das Erdbeben von 1906 beschädigt wurde. Sie wurde wegen ihrer damals seltenen Kenntnisse über erdbebensichere Stahlbetonkonstruktionen ausgewählt.
Sie betrachtete die St. John’s Presbyterian Church in Berkeley als ihr bestes Gebäude im Handwerksstil. Es ist jetzt das Berkeley Playhouse.
Weitere Projekte sind die Chapel of the Chimes (Krematorium und Columbarium) in Oakland, das nahe gelegene Mehrzweckgebäude aus Ziegelstein an der 4021 Piedmont Avenue, der Altarraum der Ocean Avenue Presbyterian Church an der 32 Ocean Avenue, San Francisco (wo sich auch die Mission Bay Community Church trifft) und der große Berkeley City Club neben der University of California. Sie entwarf das 1918 erbaute YWCA Hostess House in Palo Alto, das später Sitz des MacArthur Park Restaurant werden sollte.

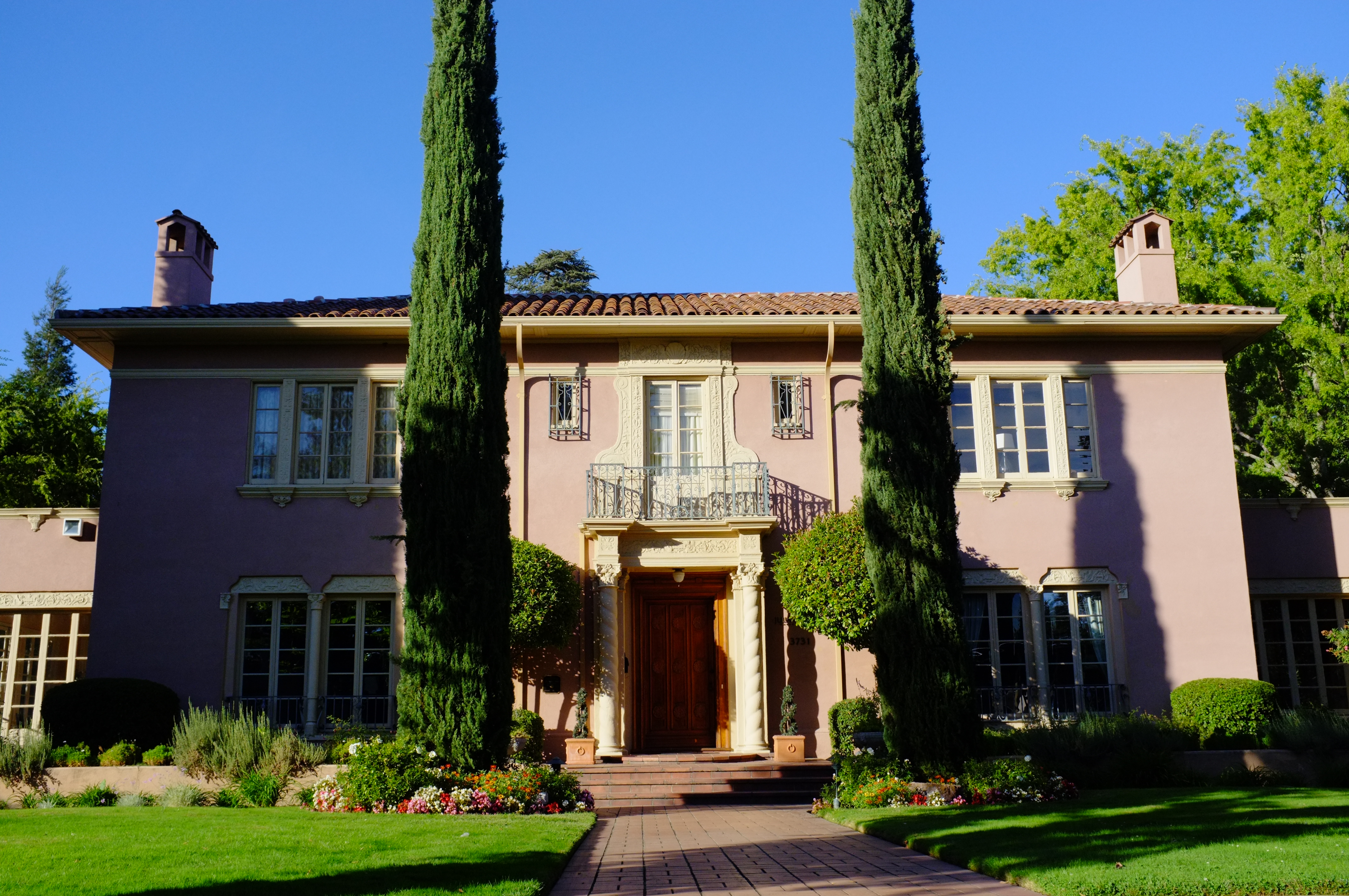
Julia Morgan House

Einige ihrer Wohnprojekte, die meisten davon in der San Francisco Bay Area, sind ultimative Bungalows (große Bungalows im Handwerkerstil). Der Stil wird oft mit der Arbeit von Greene und Greene sowie einigen von Morgans anderen Zeitgenossen und Lehrern in Verbindung gebracht. Die Gebäude repräsentieren das Arts and Crafts Movement und den amerikanischen Handwerkerstil der Architektur. Mehrere Häuser befinden sich auf dem Russian Hill von San Francisco. Sie lebte weiter westlich in San Francisco. 1908 entwarf Julia Morgan die Residenz von James Henry Pierce in San Jose, die aus seltenem kalifornischem Holz besteht. Eine weitere Residenz, das sogenannte Julia Morgan House, das für einen wohlhabenden Kunden gebaut wurde, befindet sich in Sacramento.

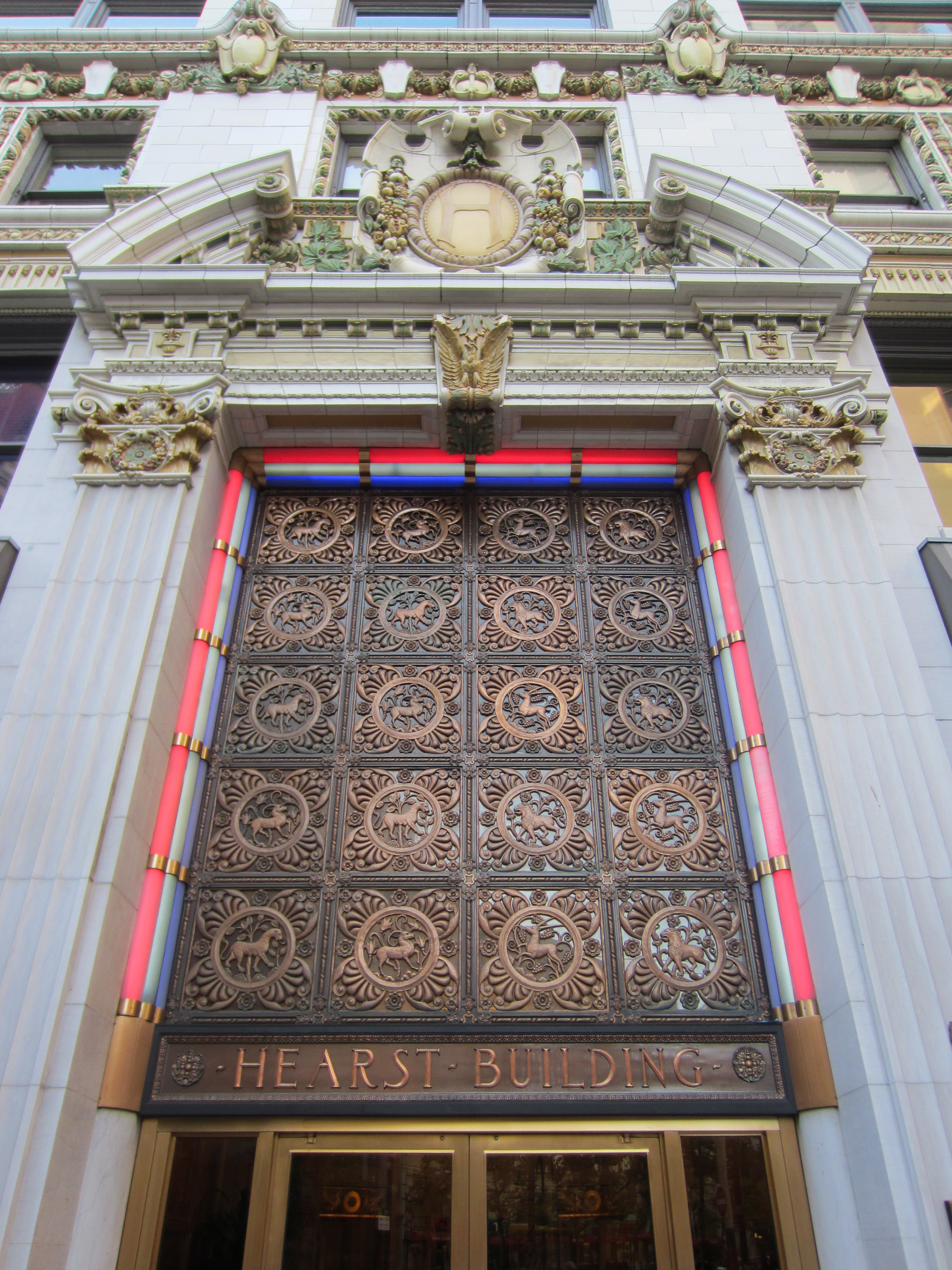
Hearst Building, San Francisco, Neugestaltung durch Morgan

## Ehrungen
Julia Morgan ist auf dem Mountain View Friedhof in den Hügeln von Oakland, begraben.
Der kalifornische Gouverneur Arnold Schwarzenegger und die First Lady Maria Shriver gaben am 28. Mai 2008 bekannt, dass Julia Morgan in die California Hall of Fame aufgenommen wird, die sich im California Museum for History, Women and the Arts befindet. Die Einführungszeremonie fand am 15. Dezember statt, und ihre Großnichte nahm die Ehrung an ihrer Stelle an.

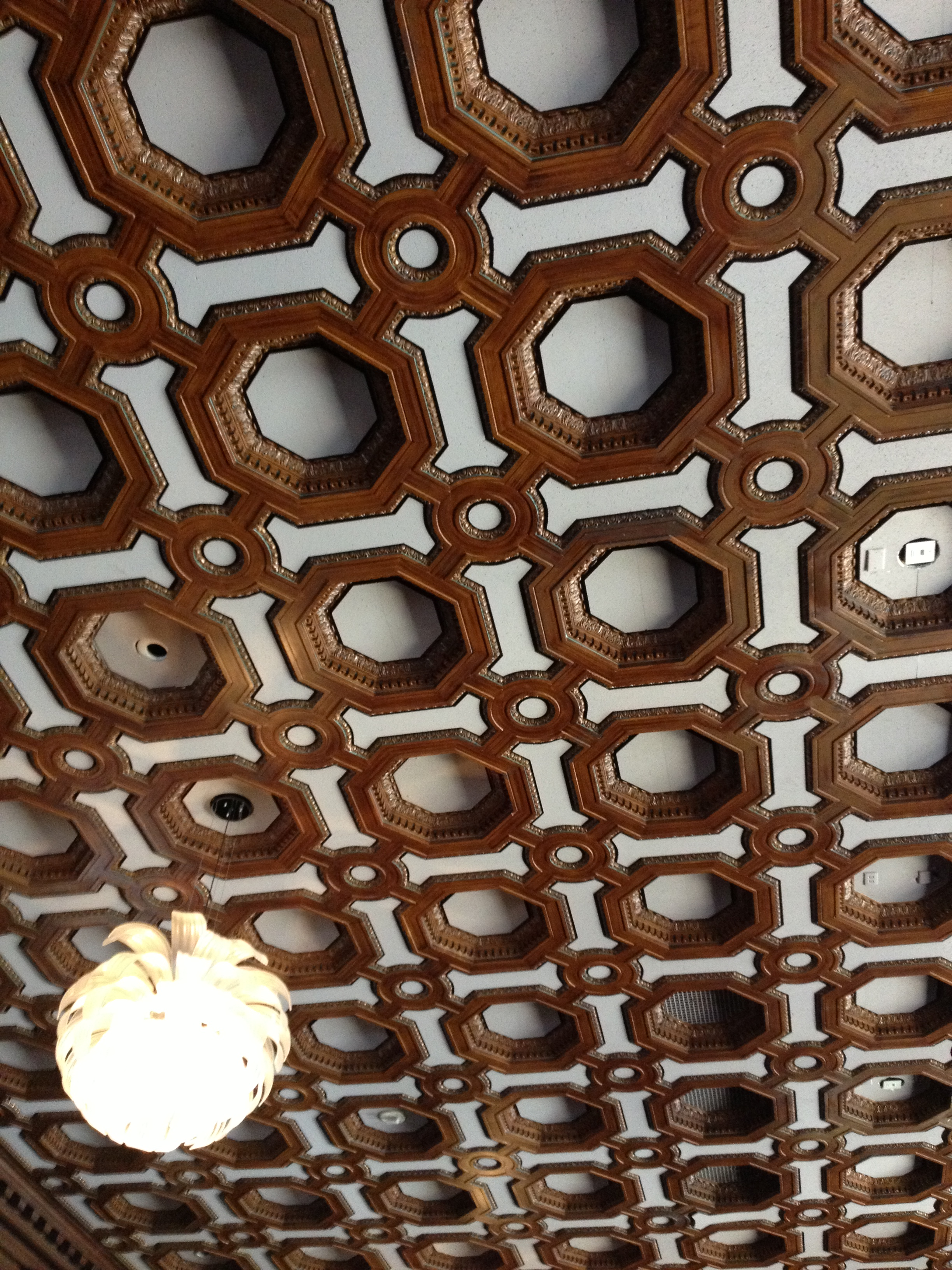
Decke im Julia Morgan Ballsaal

Der Julia Morgan Ballsaal im Merchants Exchange Building in San Francisco, wo sie von 1904 bis 1950 ihre Büros hatte, wurde zu ihren Ehren benannt.
Julia Morgan erhielt 2014 posthum als erste Frau die Gold-Medaille des American Institute of Architects. Sie ist die erste Architektin, die diese Auszeichnung erhielt.
Im Jahr 2006 wurde ein Kinderbilderbuch mit dem Titel Julia Morgan Built a Castle veröffentlicht.